# Koúkkos
Koúkkos är en ort i Grekland.   Den ligger i prefekturen Nomós Pierías och regionen Mellersta Makedonien, i den norra delen av landet, 290 km norr om huvudstaden Aten. Koúkkos ligger 213 meter över havet och antalet invånare är 316.
Terrängen runt Koúkkos är platt åt sydost, men åt nordväst är den kuperad. Runt Koúkkos är det ganska tätbefolkat, med 70 invånare per kvadratkilometer. Närmaste större samhälle är Kateríni, 12,8 km söder om Koúkkos. Trakten runt Koúkkos består till största delen av jordbruksmark.